# Braunes Bergschaf
Braunes Bergschaf là một giống cừu nội địa từ vùng Tyrol của nước Áo và nước Ý. Giống cừu này có nguồn gốc từ công cuộc lai tạo giống cừu Tiroler Steinschaf của Tyrol với giống cừu Bergamasca của Ý và giống cừu Padovana. Braunes Bergschaf được nuôi dưỡng ở các bang Hạ Áo, Salzburg, Styria và Tyrol, ở Vinschgau, Ultental, Passeiertal và Schnalstal ở tỉnh tự trị Bolzano ở Ý; ở vùng Engadine của Thụy Sĩ; và ở vùng Baden-Württemberg, Bavaria, Lower Saxony và Mecklenburg-Vorpommern ở Đức.
Ở Ý, giống cừu Braunes Bergschaf được gọi là "Schwarzbraunes Bergschaf", trong khi ở vùng Schwarzbraunes Bergschaf của Thụy Sĩ ở Ý nó được gọi là cừu Juraschaf. Giống cừu này là một trong bốn mươi hai giống cừu địa phương tự nhiên có phân bố hạn chế, trong đó một cuốn sách gia phả được duy trì và ghi chép bởi Associazione Nazionale della Pastorizia, Hiệp hội chăn nuôi cừu quốc gia Ý;
Cừu đực Braunes Bergschaf có thể nặng tới 120 kg, cừu cái Braunes Bergschaf nặng từ 60 kg tới 85 kg. Theo ghi chép lại của những nông dân chăn nuôi giống cừu này, cá thể giống này có màu trắng có số lượng thấp hơn nhiều so với các màu khác từ thời xa xưa.
Con số cá thể của giống cừu Braunes Bergschaf được báo cáo về là 3698 đến 5000 ở nước Áo vào năm 2012, 1564 ở nước Đức vào năm 2011 và 2850 ở nước Ý vào năm 2008.